# Arichanna olivina
Arichanna olivina är en fjärilsart som beskrevs av Sterneck 1928. Arichanna olivina ingår i släktet Arichanna och familjen mätare. Inga underarter finns listade i Catalogue of Life.